# Championnats de France de triathlon longue distance 2012
Navigation
Édition précédente Édition suivante
Cet article présente les résultats du Championnats de France de triathlon longue distance 2012, qui a eu lieu à Calvi le dimanche 15 mai 2012.

## Championnat de France de triathlon longue distance 2012

### Résultats

#### Homme
|        | Triathlète        | Temps           |
| ------ | ----------------- | --------------- |
| Or     | Sylvain Sudrie    | 4 h 09 min 17 s |
| Argent | Hervé Faure       | 4 h 13 min 13 s |
| Bronze | Jérémy Jurkiewicz | 4 h 17 min 34 s |
| 4      | Nicolas Fernandez | 4 h 20 min 24 s |
| 5      | Gwénaël Ouilleres | 4 h 24 min 29 s |

#### Femme
|        | Triathlète        | Temps           |
| ------ | ----------------- | --------------- |
| Or     | Jeanne Collonge   | 4 h 39 min 30 s |
| Argent | Alexandra Louison | 4 h 49 min 56 s |
| Bronze | Camille Donat     | 4 h 51 min 23 s |
| 4      | Isabelle Ferrer   | 4 h 53 min 42 s |
| 5      | Virginie Poupieul | 5 h 03 min 19 s |
| 6      | Anaïs Robin       | 5 h 10 min 56 s |